# British Home Championship 1974
De British Home Championship van 1974 was de 79e editie van de British Home Championship. Het toernooi werd gehouden van 11 mei tot en met 18 mei 1974. Schotland en Engeland werden kampioen.

## Eindstand
| Team          | Gsp | W | G | V | DV | DT | DS | Ptn |
| ------------- | --- | - | - | - | -- | -- | -- | --- |
| Schotland     | 3   | 2 | 0 | 1 | 4  | 1  | +3 | 4   |
| Engeland      | 3   | 2 | 0 | 1 | 3  | 2  | +1 | 4   |
| Noord-Ierland | 3   | 1 | 0 | 2 | 1  | 2  | –1 | 2   |
| Wales         | 3   | 1 | 0 | 2 | 1  | 4  | –3 | 2   |

## Wedstrijden
|                                                  |       |                                  |          |                                                                                  |
| 11 mei 1974 «onderlinge duels» 15:00 uur (UTC+1) | Wales | 0 – 2                            | Engeland | Ninian Park, Cardiff Toeschouwers: 25.734 Scheidsrechter: Redmond McFadden (NIR) |
| 11 mei 1974 «onderlinge duels» 15:00 uur (UTC+1) |       | 37' Stan Bowles 56' Kevin Keegan |          | Ninian Park, Cardiff Toeschouwers: 25.734 Scheidsrechter: Redmond McFadden (NIR) |

|                                                  |           |                   |               |                                                                                 |
| 11 mei 1974 «onderlinge duels» 15:00 uur (UTC+1) | Schotland | 0 – 1             | Noord-Ierland | Hampden Park, Glasgow Toeschouwers: 53.775 Scheidsrechter: Iorwerth Jones (WAL) |
| 11 mei 1974 «onderlinge duels» 15:00 uur (UTC+1) |           | 39' Tommy Cassidy |               | Hampden Park, Glasgow Toeschouwers: 53.775 Scheidsrechter: Iorwerth Jones (WAL) |

|                                                  |                                             |       |       |                                                                                 |
| 14 mei 1974 «onderlinge duels» 20:00 uur (UTC+1) | Schotland                                   | 2 – 0 | Wales | Hampden Park, Glasgow Toeschouwers: 41.969 Scheidsrechter: Malcolm Wright (NIR) |
| 14 mei 1974 «onderlinge duels» 20:00 uur (UTC+1) | Kenny Dalglish 23' Sandy Jardine 44' (pen.) |       |       | Hampden Park, Glasgow Toeschouwers: 41.969 Scheidsrechter: Malcolm Wright (NIR) |

|                                                  |                  |       |               |                                                                                   |
| 15 mei 1974 «onderlinge duels» 19:45 uur (UTC+1) | Engeland         | 1 – 0 | Noord-Ierland | Wembley Stadium, Londen Toeschouwers: 45.500 Scheidsrechter: Bobby Davidson (SCO) |
| 15 mei 1974 «onderlinge duels» 19:45 uur (UTC+1) | Keith Weller 73' |       |               | Wembley Stadium, Londen Toeschouwers: 45.500 Scheidsrechter: Bobby Davidson (SCO) |

|                                                  |                    |       |               |                                                                                    |
| 18 mei 1974 «onderlinge duels» 15:00 uur (UTC+1) | Wales              | 1 – 0 | Noord-Ierland | Racecourse Ground, Wrexham Toeschouwers: 9.311 Scheidsrechter: Pat Partridge (ENG) |
| 18 mei 1974 «onderlinge duels» 15:00 uur (UTC+1) | David Smallman 26' |       |               | Racecourse Ground, Wrexham Toeschouwers: 9.311 Scheidsrechter: Pat Partridge (ENG) |

|                                                  |                                     |       |          |                                                                                    |
| 18 mei 1974 «onderlinge duels» 15:00 uur (UTC+1) | Schotland                           | 2 – 0 | Engeland | Hampden Park, Glasgow Toeschouwers: 94.487 Scheidsrechter: Leo van der Kroft (NED) |
| 18 mei 1974 «onderlinge duels» 15:00 uur (UTC+1) | Mike Pejic 4' Colin Todd 30' (e.d.) |       |          | Hampden Park, Glasgow Toeschouwers: 94.487 Scheidsrechter: Leo van der Kroft (NED) |